# 오타 게이스케 (1981년)
오타 게이스케(일본어: 太田 圭輔, 1981년 7월 23일 ~ )는 일본의 전 축구 선수이다.

## 구단 경력
과거 시미즈 에스펄스, 방포레 고후, 가시와 레이솔, 제프 유나이티드 지바, 도쿠시마 보르티스, FC 기후에서 활동하였다.